# NK Dugopolje
O NK Dugopolje é um clube de futebol croata com sede na cidade de Dugopolje, nos arredores de Split, uma cidade na costa do Adriático. O time foi fundado em 1952 e atualmente joga na 2. HNL, a segunda divisão do futebol croata.
Desde 2009, o Dugopolje manda seus jogos em casa no recém-construído Stadion Hrvatski vitezovi (português: Estádio dos Cavaleiros Croatas), com capacidade para 5.200 pessoas. O estádio atende aos rígidos padrões da UEFA e possui uma licença para competições da UEFA.

## História
O clube foi fundado em 1952 como NK Proleter.
A temporada 2009-10 foi bem sucedida para o Dugopolje, que terminou no topo da 3. HNL Sul e foi promovido à 2. HNL. Na primeira temporada na segunda divisão, o Dugopolje terminou em oitavo de um total de 16 times. Na temporada seguinte, o Dugopolje terminou em primeiro lugar, classificando-se para a promoção para a Prva HNL, a primeira divisão do futebol na Croácia, mas não conseguiu uma licença para a primeira divisão devido a numerosos problemas e permaneceu na segunda. A temporada 2012–13 testemunhou uma grande reestruturação do futebol na Croácia, na qual 7 das 16 equipes deveriam ser rebaixadas para acomodar uma redução no número de competidores na 1ª divisão de 16 para 12. O Dugopolje prevaleceu, terminando em 8º, duas posições acima do rebaixamento. Na temporada 2013–14, com um número reduzido de equipes na primeira e segunda, a competição foi muito mais forte do que anteriormente e o Dugopolje lutou e escapou do rebaixamento por pouco.
O Dugopolje teve problemas financeiros em 2018 devido a um menor financiamento por parte do município. Um consórcio de negócios brasileiro ofereceu um investimento, mas foi rejeitado pelo conselho do clube.

## Clássicos
O Dugopolje tem uma rivalidade com o Šibenik.

## Últimas temporadas
| Temporada | Divisão    | J          | V          | E          | D          | GP         | GC         | Pts.       | Pos.       | Copa | Jogador                          | Gols       |
| Temporada | Campeonato | Campeonato | Campeonato | Campeonato | Campeonato | Campeonato | Campeonato | Campeonato | Campeonato | Copa | Artilheiro                       | Artilheiro |
| --------- | ---------- | ---------- | ---------- | ---------- | ---------- | ---------- | ---------- | ---------- | ---------- | ---- | -------------------------------- | ---------- |
| 2005–06   | 3. HNL Sul | 34         | 14         | 11         | 9          | 49         | 31         | 53         | 4º         |      |                                  |            |
| 2006–07   | 3. HNL Sul | 34         | 18         | 5          | 11         | 52         | 34         | 59         | 2º         |      |                                  |            |
| 2007–08   | 3. HNL Sul | 34         | 15         | 6          | 13         | 44         | 36         | 51         | 6º         |      |                                  |            |
| 2008–09   | 3. HNL Sul | 34         | 12         | 3          | 19         | 44         | 45         | 39         | 13º        |      |                                  |            |
| 2009–10   | 3. HNL Sul | 32         | 22         | 5          | 5          | 63         | 15         | 71         | 1º         |      |                                  |            |
| 2010–11   | 2. HNL     | 30         | 10         | 11         | 9          | 39         | 30         | 41         | 8º         |      | Hrvoje Balić                     | 9          |
| 2011–12   | 2. HNL     | 28         | 17         | 6          | 5          | 50         | 27         | 57         | 1º         | PR   | Alen Guć                         | 16         |
| 2012–13   | 2. HNL     | 30         | 14         | 4          | 12         | 39         | 42         | 46         | 8º         |      | Ivica Žuljević                   | 13         |
| 2013–14   | 2. HNL     | 33         | 10         | 8          | 15         | 37         | 41         | 38         | 10°        |      | Ivica Žuljević, Josip Serdarušić | 6          |
| 2014–15   | 2. HNL     | 30         | 7          | 13         | 10         | 27         | 32         | 34         | 7º         |      | Ante Vitaić                      | 7          |
| 2015–16   | 2. HNL     | 33         | 11         | 7          | 15         | 38         | 41         | 40         | 7º         |      | Ivan Bubalo                      | 10         |
| 2016–17   | 2. HNL     | 33         | 12         | 10         | 11         | 36         | 32         | 46         | 6º         |      | Mario Sačer                      | 7          |
| 2017–18   | 2. HNL     | 33         | 13         | 7          | 13         | 34         | 37         | 46         | 6º         |      | Ivan Prtajin, Josip Špoljarić    | 6          |
| 2018–19   | 2. HNL     | 26         | 13         | 4          | 9          | 29         | 26         | 43         | 5º         |      | Ante Živković                    | 5          |